# Der Babynator
Der Babynator (Originaltitel The Pacifier) ist eine kanadisch-US-amerikanische Filmkomödie aus dem Jahr 2005 mit Vin Diesel in der Hauptrolle. Pacifier bedeutet in amerikanischem Englisch sowohl „Schnuller“ als auch „Friedensstifter“ und spielt auf die Doppelrolle des Titelhelden als Beschützer und Babysitter an.

## Handlung
Der Elitesoldat Shane Wolfe befreit mit einem Team der United States Navy SEALs den entführten Wissenschaftler Howard Plummer, der eine geheime Software namens Ghost zur Manipulation von Raketenabschuss-Systemen entwickelt hat, doch Shane wird verwundet und Plummer getötet. Zwei Monate danach ist Shane wieder genesen und soll nun Plummers Kinder beschützen, während Plummers Ehefrau Julie mit Shanes Vorgesetztem, Captain Bill Fawcett, in die Schweiz reist, um Zugriff auf ein Bankschließfach ihres Mannes zu erlangen, das möglicherweise Hinweise auf den Verbleib von Ghost enthält.
Die fünf Kinder erweisen sich als harte Gegner für Shane. Als das bisherige Kindermädchen Helga die Flucht ergreift, versucht der durch zahlreiche gefahrvolle Missionen gestählte Soldat, die Alltagsprobleme mit militärischem Drill und technischen Geräten zu bewältigen. Während er mit Lulus Pfadfinder-Gruppe „Fireflies“ unterwegs ist, veranstalten die Teenager Zoe und Seth zuhause eine Party. Als Shane die Feier abbricht, findet er eine CD mit der Aufschrift „Ghost“. Das Ehepaar Chun aus der Nachbarschaft beobachtet ihn dabei und überfällt das Haus als Ninja-Kämpfer verkleidet, um an die CD zu gelangen. Shane kann sie in die Flucht schlagen, muss jedoch feststellen, dass die CD lediglich den Film Ghost – Nachricht von Sam enthält.
Durch diesen Vorfall kann Shane sich die Unterstützung der Kinder sichern. Er schließt mit ihnen einen Pakt: Er verlangt weiterhin Gehorsam, will aber mehr auf ihre Wünsche und Bedürfnisse eingehen. Hierbei wird er von Schuldirektorin Claire Fletcher unterstützt, die früher ebenfalls beim Militär war und ihm zugetan scheint. Shane betätigt sich als Fahrlehrer für Zoe, besiegt den nervtötenden Vizedirektor Murney im Ringen, verhilft den „Fireflies“ zu mehr Durchsetzungsvermögen gegen rivalisierende Pfadfinderjungen und kümmert sich fürsorglich um das Baby Tyler. Außerdem übernimmt er die Regie des Musicals The Sound of Music, in dem Seth eine Hauptrolle spielt.
Kurz bevor Julie nach Hause kommt, entdeckt Shane unter der Garage einen geheimen Raum, in dem Ghost versteckt ist. Als die Mutter mit Fawcett eintrifft, entpuppt dieser sich als Verräter, der Ghost für sich haben und verkaufen will. Zusammen mit den Chuns nimmt er Julie als Geisel und verlangt von Shane, die Sicherheitsvorrichtungen des Geheimraums zu überwinden, was diesem dank des Kinderlieds „Peter Panda Dance“ gelingt. Mit Hilfe der von ihm ausgebildeten Kinder, von Claire und der Familienente Gary besiegt Shane schließlich die Verbrecher. Abschließend feiert Shane mit der Familie und Claire die Premiere von Seths Musical, und besiegelt Claires Angebot, zukünftig an ihrer Schule zu arbeiten, mit einem Kuss.

## Kritiken
- film-dienst 08/2005 bzw. Lexikon des internationalen Films: „Vorhersehbare Babysitter-Komödie mit schwachem Drehbuch, mäßig witzigen Einfällen, einem unglaubwürdigen Hauptdarsteller und einem familienfreundlichen Duktus, der nirgends anecken will.“[3]
- Dirk Jasper FilmLexikon: „Ein Actionheld wie nie zuvor: Superstar Vin Diesel spielt die Hauptrolle in dieser wunderbaren, mitreißenden und liebenswerten Komödie für die ganze Familie.“[4]
- Cinema: „[…] der lange als Actionstar von morgen gehandelte Muskelmann scheitert kläglich an seiner völligen Humorlosigkeit. Arrogant und emotionslos stapft er durch diesen Film, dem es auch sonst an Wärme und Originalität fehlt.“[5]
- Prisma bemängelt, dass „gänzlich auf Logik verzichtet wird und nur übertrieben-dämlicher Klamauk geboten wird“ „Mit diesem Militär verherrlichendem Spaß [wird] Vin Diesel […] höchstens seine tumbsten Fans begeistern.“[6]

## Auszeichnungen
- 2005 wurde der Film für den besten Kampf bei den World Stunt Awards nominiert.
- 2005 wurden der Film als beste Filmkomödie und Vin Diesel für die Teen Choice Awards nominiert.
- Bei den Young Artist Awards 2006 wurde Max Thieriot als bester junger Nebendarsteller für einen Young Artist Award nominiert.